# 千代大海龍二
千代大海 龍二（ちよたいかい りゅうじ、1976年（昭和51年）4月29日 - ）は、大分県大分市出身（出生地は北海道千歳市）で九重部屋に所属した元大相撲力士。本名は須藤 龍二（すどう りゅうじ）、旧姓は廣嶋（ひろしま）。最高位は東大関。現在は、年寄・九重。九重部屋の師匠を務めている。

## 来歴

### 大相撲入門まで
オリンピック候補にまで上がった柔道家の父の下に生まれ、3歳から柔道を始め、父の下で柔道のスパルタ英才教育を受けたが、父は廣嶋が5歳の時に死去している。柔道は小学校に進学した際に一度中断し、その後小学3年生までサッカーを行っていた。4年生の時の1年間だけ野球をやり、5年生から柔道に復帰した。野球は投手か三塁手を希望していたが捕手をやらされ、サッカーは走るポジションを希望したがゴールキーパーをやらされたため、それらが不満で辞めた。小学校5年時に、競技を再開してからわずか1年のキャリアで柔道の全国大会で3位入賞、中学3年時には年齢を偽って参加した極真空手の九州大会で3位入賞するなど、格闘センスは抜群であった。空手の得意技はローキックと掌底。その他、中学校時代に市内の相撲大会に出場し優勝を果たしたが、決勝戦の相手が後のパンクブーブー・佐藤哲夫であった。
子供の頃から巨漢で、当時のあだ名は「ブッチャー」。5、6歳で体重は50kgくらいあった。しかし運動好きで学校から帰ると毎日のように近くの海岸で友達とドッジボールをしていた。11歳となった小学校5年の時には既に体重は100kg近くまで増え、当時自宅の近所を溜まり場にしており、自宅前に煙草を投げ捨てた「高校生を2、3人ぶん投げて、そこから本格的に“デビュー”」、中学校時代は「よその県の不良がどれだけ強いか見たくて、九州は全部回ったし、愛媛とかにも“遠征”に行っていた」というほどの大変な悪童として有名になり、2桁人数の高校生相手に単身で喧嘩して勝つなどの武勇伝を轟かせ、大分県最大で九州でも一二を争う勢力の暴走族「十二単」を率いていて大分の龍二の名を九州全域に轟かせ、大分県警内でも要注意人物としてマークされる程であった。さらにやくざ数人と喧嘩したところ、相手のやくざに気に入られ、スカウトされたことがあった。佐賀県出身で同年代のはなわ曰く「大分の龍二と言えば僕でも知っている位の凄く有名な人だった」。ただ、不良少年（ヤンキー）ではあったものの、柔道を習っていたこともあり目上の人間には礼儀正しく、先生の言うことは素直に聞き、弱い者いじめもしなかったとされる。また、卒業式では号泣したという。
大分東明高等学校を担任の推薦で受験するも不合格。『Number Web』の記事によると中学2年生の頃から1人暮らしを行い、その頃から「学校に行かないならうちの管理下に置くぞ」と言ってくれた空手の師範が経営する会社で雇われ3ヶ月ほど鳶職に就くが、いずれはSPになって「スポーツ選手や政治家のボディーガードとして、正義の力で悪を制していきたい」と思うようになり、師範からもSPの修行としてシカゴに行くよう勧められたため、半年ほどの予定で留学の準備を進めていた。アメリカに行くと報告する前に「俺に将来何になってもらいたいの」と母に聞いたところ、「力士になれ」と言われ、自分はSPになりたいと力説すると、母が台所から出刃包丁を持ち出し、龍二の頸動脈に突きつけ「いままで一生懸命育ててきたつもりだけど、そんなことを言うなら、この場でお前を殺して私も死ぬ」と、泣きながら言い出され、母親を安心させたいと大相撲入りを決意する。そして、どうせなら最も強い人の弟子になろうと、相撲についてはほとんど知識がなくとも唯一名前だけは知っていた、現役引退直後の元横綱千代の富士（13代九重）の九重部屋へ母、従兄の3人で入門志願に出向く。「あんちゃん座れ」と言われ正座すると、母親が隣で「千代の富士がいる……！」と興奮する一方、千代大海はいままで見てきた“その筋”の人たちとはまったく違う眼光の鋭さに「この人には殺されるな」という印象（本人曰く「柵のない状態で、ライオンと遭遇したような感覚」）を持ち、初見ながら「千代の富士」のオーラに圧倒されていた。その後「あんちゃん、何しに来たの？」という九重に対して「相撲界に入りたい、親孝行がしたい」と答えると、それまで厳しい表情だった九重が笑顔になり、母親に対して「この子は頑張れそうだね」と言ったため入門を許されたと思ったが、金髪に剃り込みを入れたリーゼント姿（不良の礼儀のつもりだった）に対して「その前にこの頭を何とかしてこい！」と一喝されたため、大分に一旦帰って頭を剃り、丸めた頭で次の朝出直すと「剃ることはないだろ！」という言葉とともに入門を許された。さすがの九州一の悪童もすくみ上がったものの、喧嘩に明け暮れた廣嶋少年は徒心を出して取り組み時に九重の力量を試みるも瞬時に伸されてしまい、以降、師として仰ぐ。千代大海の大関昇進後、13代九重は、報道・バラエティ番組などで笑い話としてこのいきさつをしばしば回想している。さらにはこの頃のエピソードとして、「どうして相撲をやろうと思ったの？」と聞いたところ「親孝行がしたいからと言ってきた」とも述べ、「それでこの子は頑張れるなと思いましたね」とも語っており、前述した千代大海の回想とも一致している。最初、大相撲の知識は序ノ口から横綱まである番付も知らず、新弟子の頃からカラフルな締め込みを使えると勘違いしているほどであったが、基本的なシステムを1日で覚えたら「なんて楽しい世界だ、北から南まで強い奴らがここに集まっている!」と身震いがして、その日は興奮で寝つけなかった。
一方、自身の引退直後に朝日新聞に掲載された来歴は『Number Web』の記事と異なる。高校の推薦は特待生の話も「勉強は大嫌いだ」「相撲は格好悪い」の一点張りで断り、中学卒業後は鳶になった。母とすれば「手に職をつけられれば、食べていけるだろう」とアパートも手配した。仕事は3ヶ月は続いたが巨体のため高所の作業はさせてもらえず、力仕事で通常1人1本持つ鉄パイプを3本も4本も持たされるのが嫌で途端にサボり出した。ある日、親方から出勤してこないと電話があり、アパートまで足を運んだ母が異変に気付いて裏窓を叩き割って突入すると、廣嶋ら5、6人がシンナーを吸引してへろへろになっていた。すぐさま母はアパートの部屋を解約して廣嶋を連れて帰った。程無くして仕事を怠けてシンナーを吸引するような廣嶋に業を煮やして母が心中を仄めかす一芝居を打つと10日後に廣嶋は「千代の富士に電話をしてくれ」と一番人気のあった元横綱というだけの理由で母に頼み、1992年10月末に九州場所で福岡入りしていた九重に会いにいくことになった。

### 角界入り
1992年（平成4年）11月場所に初土俵。千代大海の四股名は、母が大分の「大」と北海道の「海」を合わせて「大海」として考案した。入門直後、同期生と相撲を取っている時に空手の経験を活かして突っ張りを行っていたが、師匠が「お前はそれでいきなさい」と言って、ものの30秒くらいで型が決まった。若い衆時代は稽古だけでなく雑用にパシリを行い、時には夜逃げする人の布団を丸めて、寝ているように偽装して助けた。それまで自分がどんな武勇伝を持っていようと関係ない世界であるため「パシらされるってこういう気持ちなんだ」と自分のしてきたことを悔い改めた。
『大相撲』1999年3月号の特集『千代大海物語』によると根性が備わっているとともに実に素直で、模範的な弟子であったという。同誌の41頁に記された女将の証言によると「今の子は怒られても、自分が怒られているという自覚がなく、ぼーっと聞いている子が多い。千代大海は親方の説教を真剣に聞いていた」とのことである。1995年（平成7年）7月場所に19歳、初土俵から2年半で十両昇進とスピード出世を果たす。十両昇進後の初任給は給料袋の封も開けずにそのまま小包で大分の母に送った。当時の千代大海には生きがいは相撲に勝つ事しかなく、上京したといっても地方場所以外では墨田区・江東区から出ないほどの相撲漬けであった。
しかし右肘の怪我と番付運の悪さに泣かされて十両で2年余の足踏み状態が続き、昭和50年代生まれの幕内力士第一号を栃東に譲ったが、1997年（平成9年）9月場所にようやく新入幕を果たした。強烈な突っ張りを武器に入幕後は順調に番付を上がり、1998年（平成10年）3月場所では生涯で自身唯一の金星を貴乃花から獲得。現役時代に引導を渡された師匠の敵討ちだと思って臨んだため、2回目の対戦で勝ったときは本当にうれしかったと本人は引退後に振り返っている。その時の懸賞金を13代九重に渡したら、その倍くらいの金額を祝儀でくれた。13代九重は顔を真っ赤にして泣いて喜び、その日は目を潤ませながら千代大海が一緒に朝まで飲み歩いた。5月場所に新小結に昇進し、8勝7敗と勝ち越した。翌7月場所には新関脇で11勝4敗の好成績を挙げた。このころから次期大関候補と言われるようになる。この7月場所9日目の武双山戦などは激しい張り手合戦に終始した1番として有名であり後年でも話題になっているが、時津風理事長は「見苦しい」と評した。この一番は不可抗力で顔面に入った突っ張りで千代大海にスイッチが入ったもので、最初から張ってやろうとは考えていなかった。普段は仲の良い同世代の力士で、千代大海は武双山を意識して彼を真似ようとしたこともあったが、本人はこの取組を「後腐れのない魂のぶつかり合い」と表現している。
そして関脇4場所目の1999年（平成11年）1月場所千秋楽、本割で横綱若乃花に勝利し両者13勝2敗の優勝決定戦にもつれ込む。さらにその優勝決定戦でも若乃花に連勝を果たして、念願の幕内初優勝を成し遂げた。優勝決定戦では史上初めての取り直しがあり、千代大海は若乃花と合計3番も相撲を取ることになった。13代九重からは事前に「今日は3番取るつもりでいけよ」と助言されたといい、最初は決定戦を含めて2番なのにどういうことだろうと千代大海もよく分からず、実際に3番取った時もおそらく言い間違いが偶然当てはまったのだろうとは思っていたが13代九重は「な？　言っただろう」と笑っていた。引退時に、この日の取組を千代大海は一番の思い出と語った。関脇通算3場所で合計32勝13敗、大関昇進の目安となる通算33勝以上には届かなかったが、当時大関は貴ノ浪と武蔵丸の二人のみで、又1994年1月場所後の貴ノ浪・武蔵丸の同時昇進以来5年間新大関が誕生していなかった事も有り、横綱若乃花に本割、優勝決定戦で勝利した内容が高く評価されて甘めながらも場所後に大関に推挙された。初優勝後、故郷の大分で優勝パレードが行われ、この時、パレードを先導した白バイの警官が「かつて追い掛け回した奴を今は先導するようになった」と語った。

### 大関時代
千代大海の大関昇進により、若乃花と貴乃花に次ぐ新しい時代のヒーローとして期待された。しかし新大関の1999年（平成11年）3月場所は、初日から3連敗を喫するなど不調で星が伸びず、さらに10日目の武蔵丸との取り組み中に、武蔵丸の頭突きが鼻に当たって鼻骨を折ってしまい、鼻血を流しながらしばらく立ち上がれず、途中休場する羽目になってしまった。翌5月場所は公傷が適用されて全休、いきなり初の大関角番となった1999年7月場所は、10勝5敗と勝ち越して角番を脱した。因みに新大関場所で休場した力士が休場明けに2桁白星を記録してカド番を脱出するのは、「2場所連続負け越し」での関脇降下に改められた1969年7月場所以降では史上初。
その後も怪我や体調不良などでふるわない場所もあったものの、概ね10勝から11勝を挙げ、安定した成績を残していた。2000年7月場所では、曙と武蔵丸の両横綱に勝利し11勝。しかし2001年1月場所は4日目で当時の5大関の黒星を合わせて早くも10敗となるなど大関陣全体が不甲斐ない状況にあったため、当時の審判副部長であった九重が激怒。「うちの休場しただらしない大関（千代大海）を筆頭に全然、けいこしない。だから肝心なところで勝てないんだ。今、勢いのあるのは巡業でもガンガンやってるやつら。けいこが足りないんだ!」と非難した。その後2001年5月場所では12勝、2001年7月場所は13日目の魁皇戦で肩を怪我したが千秋楽まで取り切り11勝。2場所連続休場明けだった2002年1月場所は、初日から新大関の栃東と共に9連勝。10日目に海鵬に敗れて1敗となったが、その後栃東が終盤で2敗したため、千代大海が13勝1敗と単独首位で千秋楽を迎えた。千秋楽結び前の一番で栃東に勝てば千代大海の2度目の幕内優勝だったが、押し出しに敗れて、13勝2敗同士の優勝決定戦にもつれ込む。だがその決定戦では栃東の立合いの変化で突き落としに又も敗北、逆転で惜しくも優勝を逃してしまう。取組後、九重部屋の千秋楽慰労パーティーの席で千代大海は、師匠の九重親方と共に「無念です…」と大粒の悔し涙を流していた。
初の綱取りだった翌3月場所は、中日迄に4敗を喫して絶望的となり、11日目で7勝4敗としながらも12日目から4連敗してしまい、結局7勝8敗と負け越しに終わる。角番で迎えた5月場所は初日から9連勝し、後半に失速したものの11勝4敗の成績を挙げた。7月場所は10日目に土佐ノ海に敗れたが、14勝1敗の好成績を挙げ、21場所ぶり2回目の幕内優勝を果たした。だが2回目の綱取りだった翌9月場所では、12日目まで2敗と優勝争いに加わったが終盤3連敗で10勝5敗、又しても綱取りはならなかった。次の11月場所は9日目から途中休場したが、この年は年間最多勝を挙げた朝青龍に次ぐ61勝を挙げた。
2003年3月場所は公傷休場明けであったが、千秋楽結びの一番にこの場所新横綱の朝青龍と対戦し、押し出しで破って12勝3敗の成績で、4場所ぶり3回目の幕内優勝を果たしたが、これが千代大海自身最後の優勝となった。次の5月場所で通算3回目の綱取りに挑んだが、終盤崩れて結局10勝5敗に終わった。それでもこの年は皆勤した場所では全て二桁勝利を挙げ、安定した成績ぶりを示していた。2004年前半までは強い所を見せ、綱取りを期待される場所もあった。2004年3月場所は初日から13連勝し、千秋楽に14戦全勝の朝青龍と対戦し、勝てば優勝決定戦に持ち込めたが敗れてしまった。それでも13勝2敗の好成績を上げた。これ以降は優勝争いどころか勝ち越すのがやっとという場所も多く、更に怪我も多くなって最大の武器である突っ張りもだんだん効かなくなっていった。それでも、格下相手には地力の差を見せつけ、序盤から中盤にかけては安定して白星を重ねていたことが多かった。
2005年この年は1月場所、5月場所、9月場所において角番となり、当時の史上最多記録に並ぶ8度目の角番となる。7月場所には左膝側副靱帯損傷のため9日目から途中休場している。
2006年7月場所には大関在位45場所となり、元大関・北天佑を抜いて歴代単独2位となる。7日目の露鵬戦では勝ったものの、勝負決着後の土俵下で露鵬とにらみ合い、口論となった。千代大海は自ら北の湖理事長の所へ行き謝罪したものの、厳重注意を受けた。2006年9月場所では既に優勝が決まった後ではあるが、朝青龍に勝利した。11月場所12日目は、それまで龍二が心配で自宅のある大分市から比較的近場の九州場所の相撲ですら観戦しに行かなかった母を「来年はもう現役では来られないかもしれない。オレの最後を見届けろ」と説得し観戦してもらったが、琴光喜と対戦して引き落としで勝利。
2007年は存在感を見せた1年となった。5月場所12日目にはこれまで相性の悪かった横綱朝青龍に押し出しで完勝し2敗を守るなど優勝争いを繰り広げ、終盤3連敗したが10勝5敗の成績を挙げた。7月場所では大関在位51場所となり、初代貴ノ花の持つ大関在位50場所の記録を抜き史上単独1位（当時）となった。11月場所では破壊力の戻った突き押しを武器に、終盤まで優勝争いを展開するが、14日目に横綱白鵬と相星決戦を戦い敗れて、さらにこの一番で右肘を負傷、千秋楽を休場し、不戦敗となった時点で白鵬の優勝が決定となる。また千代大海はこの11月場所で11勝4敗の好成績を挙げたが、2桁勝利はこれが最後となり、さらにこの右肘の大怪我が、結果的に彼の力士生命をも縮める結果に繋がってしまった。
2008年1月場所は前場所の右肘が殆ど回復していなかった影響により、初日からの皆勤7連敗を喫した（8日目以降は休場）。これは一場所15日制になってからは清國が1973年11月場所で初日からの皆勤6連敗（7日目以降は休場）を塗り替える大関ワースト記録である。3月場所は史上最多タイの11度目の角番となったが、12日目（3月21日）に白鵬を破り、勝ち越しが決定し、角番を脱出。この日、65歳の誕生日を迎えた母の激励に応える勝利に「おふくろ、喜んでくれるかなあ」と目を細めていた（最終的には8勝7敗）。しかし2008年5月場所は、右肘の痛みが再発した影響により6日目から6連敗を喫し、11日目に白鵬に敗れ負け越し。翌12日目に朝青龍を破ったものの最終的に5勝10敗に終わり、幕内では初の2桁黒星を喫した。7月場所では史上単独1位の12度目の角番となるが、9勝6敗と勝ち越して再び角番を脱した。
大関に昇進してから丁度丸10年が経過、節目の大関在位60場所目を迎えた2009年1月場所は、8勝7敗で辛くも勝ち越した。だが3月場所は2日目から6連敗し師匠の九重と休場を相談した。しかし、10日目に負け越しを喫した際に両親から15日間取り切るように進言され、皆勤を決意。結局大関としては1988年9月場所の小錦ら5人の記録を更新する、皆勤場所最多敗となる13敗という不名誉な記録を残してしまった。また、千秋楽には自身が2008年3月場所から糖尿病を患い、2009年3月場所に症状が悪化したことを明らかにしている。翌5月場所は史上最多13度目の角番を迎えることとなった。2009年5月場所中の5月23日に本名を須藤龍二に改姓したことを発表した。
2009年の5月場所では12日目で5勝7敗、更に左足太もも肉離れという絶望的な状況に追い込まれたが、その後大関琴光喜と魁皇、関脇把瑠都に対し3連勝をし、8勝7敗で13度目の角番を脱出した。しかし、角番を脱出した取組となった千秋楽の把瑠都戦が、「無気力相撲」に相当すると判断されたため、両者は師匠を通じ注意処分を受けた。翌7月場所は序盤から勝ち負けを繰り返し、14日目には魁皇に負け7勝7敗になるも、千秋楽に関脇鶴竜に勝って勝ち越したが、これが最後の皆勤場所、また最後に勝ち越した場所となった。
2009年9月場所では10日目に負け越し、翌11日目より途中休場。次の11月場所では史上最多を更新する14度目の角番を迎えることになった。その11月場所直前の2009年11月12日、千代大海は同場所で負け越して関脇に陥落した場合でも現役を続け、2010年1月場所に関脇の地位で6敗目を喫し大関特例復帰を果たせなかった時点で、現役引退する意向を表明した。
その2009年11月場所では、初日に時天空を叩き込み、2日目も鶴竜を押し出して2連勝スタート（この鶴竜戦が現役最後の白星となった）するも3日目からは8連敗を喫する。10日目の対朝青龍戦で立合い千代大海が先に突っ張るも、朝青龍の吊り出しにより敗北。2場所連続負け越しとなり、65場所続いた大関の地位（当時歴代1位、現在魁皇と並び1位タイ）からついに関脇へ陥落が決まってしまった。翌11日目からは前場所に続いて途中休場（不戦勝の相手は2場所連続で琴光喜であった）。大関復帰のチャンスを生かすため、場所前に表明した意向を変えることなく、次の2010年1月場所は1999年1月場所以来11年ぶりの関脇で出場することになった。なお2009年の幕内成績は30勝52敗8休で、同年幕内を6場所務めた力士の中では最低となり、また大関で年6場所務めて（公傷制度適用時を除く）の年間30勝もワーストタイの記録となってしまった（横綱を含めれば2002年の貴乃花光司の年間12勝に次ぐワースト記録）。

### 関脇陥落・現役引退
2010年1月場所は西関脇の地位に置かれ、大関特例復帰が叶わなければ引退する不退転の覚悟で臨んだが、初日は稀勢の里に完敗、2日目も北勝力に敗れた。そして3日目には大関として長年にわたって共に支えあってきた魁皇に送り投げで敗れ、初日から3連敗となった。魁皇はこの一番で千代大海の師匠・千代の富士の持つ幕内通算勝星歴代1位の807勝を抜いて808勝となり、歴代1位となる。その日、魁皇戦のVTRを見た千代大海は引退の潮時を悟り、残りの取組で10番勝つことは難しいと判断し、この一番を最後に翌4日目の1月13日午前、現役引退を表明した（4日目の把瑠都戦は不戦敗）。ちなみに大関陥落後1場所で力士をやめる（引退・廃業）のは、昭和以降では五ツ嶌以来2人目となる。その際に千代大海は「魁皇関は（勝ったことの）コメントをしなかったと聞き、配慮してくれて、思いを感じた。偶然当たったんでしょうけど、最後は魁皇関でよかった」とコメントしている。
2010年1月13日の午後、両国国技館内の相撲記者クラブで行われた引退会見では、不良少年から角界入りして大関に昇進した自らの人生を振り返るように「一つ目標を持てば人生が変わることもある。若い人にそれを伝えたい」と眼を潤ませながら語った。
引退後は、2001年に取得していた年寄名跡の「佐ノ山」を襲名すると共に、九重部屋付の親方として後進の指導に当たっている。引退相撲・断髪式は、2010年9月場所後の10月2日に両国国技館で行われ、358人が髷にハサミを入れた。「泣かないと思って頑張ったんですが、こらえ切れずに涙が出た。皆さんのおかげで、素晴らしい断髪式になりました」と述べた。入門の切っ掛けを作った母にどうしても鋏を入れてもらいたいと、断髪式としては異例だが途中で土俵下に降りた。止め鋏の前には、大相撲史上初となった1999年1月千秋楽の優勝決定戦での取り直しの一番、横綱若乃花との取組の実況をアナウンサーが再現した。その際に「千代大海と声をかけるのは今日が最後。皆さん、千代大海と呼びましょう」と言って場内が大きな千代大海コールに包まれると、千代大海は堪えきれずに大粒の涙を流していた。

### 年寄として
佐ノ山親方となってから出演した2012年1月場所12日目の『どすこいFM』では、引退後の体重の変化について「一番重かった時が本場所中じゃない時が162kg。本場所中は158kg やめてから体重が30〜40kg落ちた。」と語っていた。
2012年2月1日に日本相撲協会の委員待遇年寄から委員へ昇格し、それまでの広報部（記者クラブ担当）から審判部、指導普及部への異動も合わせて発表されたため、本場所では観戦客が勝負審判として土俵溜まりに座る佐ノ山親方の職務姿を確認できるようになっている。
2015年に13代九重が膵臓がん手術を受け、療養する状況となったこともあって2016年に入ってから佐ノ山が師匠代行として部屋の稽古を一人で指導するようになった。
2016年7月31日、師匠13代九重（元横綱・千代の富士）が膵臓がんにより61歳で逝去。千代大海は記者陣に対して「血の繋がりはないが、実の父親だとずっと思っていた。元気になってくれると信じていたので、言葉がない。亡くなる当日朝に病院に行ったが、既に意識不明で声掛けても返事が無かった」とコメント。それまで九重部屋付き親方として、弟子の指導に当たっていたが「生前時に親方から、『次におまえが引っ張っていけ』と言われていた。これから不安にならないように頑張らせていただきます」と決意を述べている。その2日後の8月2日付で、14代九重を襲名、九重部屋を継承した。
2017年1月からは東京新聞スポーツ面にて相撲に関するコラム「九重龍二の千代魂」の執筆を開始。師匠である先代九重親方が場所期間中連載していたコラム「ウルフの目」から実質的に引き継いだもので、今後不定期掲載されることになっている。
九重部屋継承後は先代からの弟子である千代ノ皇が新入幕、千代の海、千代栄が新十両にそれぞれ昇進している。
2021年1月場所中の18日に2019年新型コロナウイルス感染が判明。同月20日に入院、4日後に退院している。九重部屋で集団感染となっていた中での感染で、九重は重症肺炎であった。入院した日に夫人に病院から電話があり「3日間、酸素濃度が下がったら危ない」と言われていたという。
2022年3月場所は部屋の所属力士人数が27人と全43部屋中1位となった。
2022年3月30日に日本相撲協会の委員から役員待遇委員に昇進し、10年間所属した審判部から異動して巡業部の副部長に就任した。現役時代の最高位、指導力、将来性を評価し、将来の理事候補として見据えた上で八角理事長が抜擢したものと見られる。
2023年10月24日、日本相撲協会は、秋巡業に同行した九重部屋に所属する未成年の幕下以下の力士が外出先で飲酒したため、この力士と師匠の九重に謹慎処分を科したと発表した。未成年力士本人は最初酒を断り、兄弟子も止めてくれていたというが、店の女将を含めた知人側から強く勧められ飲んでしまったという。弟子は騒動の際の九重の切り捨てのような態度や部屋の所属力士全員からの無視に我慢できず21日に部屋を飛び出して実家に戻り、22日には地元の理髪店でマゲを切り、23日には部屋から荷物が実家に送られてきた。

## 特徴

### 取り口
千代大海の最も良い相撲とされるのは、小刻みな突っ張りと同時に足も出て直進し、相手を突き出す（もしくは押し出す）「電車道」と称される勝負の決め方であった。しかし、悪癖といわれる引き叩き癖があり、格下の相手であれば突き切ることが多いが、上位力士には引き・叩きにより自滅することも多かった。とはいえ千代大海の引き、叩き、いなしはしばしば面白いように決まり、マスコミも「土俵際の魔術師」と本人に水を向けることがあったが、このときは「土俵際の詐欺師だよ」と自嘲気味に語っていた。
突き押しの力士は同型の突き押しの力士に弱いとされており、千代大海もその例に漏れず（対戦成績で劣っているわけではないが）雅山や垣添といった押し相撲の力士を比較的苦手にしていた。さらに、朝青龍や白鵬、魁皇などの圧力に強くなかなか下がらない力士に対しては突き押しが通じない場合が多く、捕まると為す術なく寄り切られるか投げられることが多かった。
千代大海と同学年の元関脇・若の里には非常に相性が良く26勝5敗（勝率.839）で初顔の1998年9月場所から2001年5月場所にかけて4連勝、同年7月場所で初黒星を喫したが、同年9月場所から翌年9月場所にかけて6連勝、2003年3月場所から7月場所にかけて3連敗を喫したものの同年9月場所から2005年5月場所にかけて11連勝、2006年5月場所から最後の対戦となる2008年11月場所にかけて5連勝している。2004年9月場所千秋楽と2005年1月場所の若の里戦での白星でカド番脱出している。千代大海の若の里戦の勝率は千代大海と同じく若の里に勝ち越している横綱・大関陣の中でも豪栄道の6勝2敗（勝率.750）、栃ノ心の5勝2敗（勝率.714）、武双山の17勝8敗（勝率.680）、朝青龍の19勝10敗（勝率.655）、白鵬の11勝6敗（勝率.647）、魁皇の21勝13敗（勝率.613）、鶴竜の6勝4敗（勝率.600）、栃東の14勝10敗（勝率.583）、琴光喜の18勝15敗（勝率.545で琴奨菊の若の里戦と同率）、琴奨菊の6勝5敗（勝率.545で琴光喜の若の里戦と同率）を上回っている。
大相撲中継などではよく左四つでも相撲が取れると言われていたものの、総じて四つ相撲は不得手であった。本人も「四つは序二段・三段目レベル」などとしばしば自嘲気味に語っており、自分から四つ身になる事はまずなかった。ただ、図らずも相手に四つに組まれてしまった場合には、強引に寄ってみたり、上手投げや小手投げを見せたりすることもあった。千代天山は自身のブログで千代大海と四つに組んだときも勝てない、とコメントしている。また師匠直伝の、廻しを切る技術も優れたものがあり、組まれても廻しを切って再び押しに出る相撲も見せた。
相撲評論家の小坂秀二は大関昇進直後の千代大海についてかつての関脇時代の玉錦のような勢いと馬力があったと評価しており、攻撃の主軸がのど輪攻めにあると分析している。同時にその勢いを保つことができるかどうかが横綱昇進への道を分けるという趣旨の記述もある。加えて「今まで数多くいた突き押し相撲に比べて、千代大海の突き押しがとくに優れているということはない」と前置きした上で目先の勝利のために叩きを打たず押し相撲をさらに磨くべきだと主張していた。
現役時代はあまり稽古熱心でないとされており、大師匠である北の富士からNHK大相撲中継で「いやー、千代大海って強い力士ですねえ。ぜんぜん稽古しないで、よく勝てますよねぇ」などとコメントされたことがある。師匠である千代の富士も「あいつの才能が１０だとしたら、俺は３。でも、稽古の量は俺が１０だとしたら、あいつは３」と言っているくらい稽古嫌いだったようだ。また、負けてニタニタする癖も指摘されていた。一方、本人が引退後に語ったところによると、若い頃は腕立て伏せを500回、1000回と行ったといい、千代大海に限らず当時の部屋の衆は手が痙攣して茶碗が持てなくなるほどであった。14代玉ノ井の元2代栃東によると若い頃の千代大海は鉄砲を1日1000回毎日行い、その激しさに手に穴が開くほどであったといい、当時初代栃東の13代玉ノ井は息子の2代栃東にその話を聞かせて発破を掛けた。
2000年7月場所の隆乃若戦と2007年7月場所の朝青龍戦で、立ち合い待ったかと思い込み、そのまま何も出来ず寄り切られる事もあった。

### 苦手力士など
朝青龍との取組成績は、9勝30敗であり苦手としていた。2005年以降しばらくは全く相手にすらしない朝青龍の圧勝ぶりであったが、2006年9月場所は両者突っ張りの応酬で朝青龍の髷に手が入っているかどうかの物言いがつきながらも素首落としで久々に勝って連敗を8で止めた。さらに2007年5月場所では鋭い当たりと強烈な喉輪で一気に押し出し完勝した。当日の大相撲中継で解説していた北の富士も「千代大海ファンには謝らにゃいかんね」「素晴らしい」とコメントした。その後も千代大海は2008年5月場所に突き落とし、2009年7月場所は引き落としで、それぞれ朝青龍を下した。しかし最後の対戦となった2009年11月場所は、10日目の取組で朝青龍に高々と吊り上げられて2勝8敗と負け越し。前の9月場所に続き2場所連続負け越しにより、大関陥落となった。
日馬富士とは、2008年から一度も勝てなかった（2007年までは7勝2敗だったが、そこから10連敗で通算成績は7勝12敗）。また引退間近の頃は豊ノ島も苦手としており、初顔から5連敗を喫していたが、2008年9月場所でようやく初白星を挙げた（通算成績は2勝6敗）。
自身現役最後の取組となった2010年1月場所3日目は、魁皇が相手で幕内対戦回数も54回となったが、これは当時の大相撲歴代第2位の対戦記録だった（当時の最多幕内対戦は、武蔵丸対貴ノ浪の58回。2016年5月場所現在の最多幕内対戦は、琴奨菊対稀勢の里の60回）。なお魁皇との幕内取組成績は、千代大海の20勝34敗（1つは不戦敗）。なお、奇しくもこの日の千代大海の敗戦で、魁皇の幕内勝利が808勝となり、師匠の千代の富士の807勝を超える大相撲史上単独第1位の記録を達成した。千代大海は2005年9月場所まで魁皇には15連敗中だったが、11月場所13日目に久しぶりに勝って連敗を止め、翌年3・5月場所も勝って15連敗の後の3連勝となった。その後15連敗を止めてから2009年5月場所までは魁皇戦は9勝7敗だったが、最後は4連敗で引退した。
なお魁皇は翌2011年7月場所5日目、これも千代の富士の通算1045勝を超える通算1046勝の偉業を達成。7日目には通算1047勝としたが、10日目に魁皇が琴欧洲に敗れた直後、千代大海は「これが最後だな」と感じたという。この取組後魁皇はついに現役引退を表明。その魁皇の引退に関して千代大海は「古い戦友としてお疲れさまと言いたい。ファンのために一日でも長く土俵に上がる姿勢には感動していた。今まで本当に立派だったと思う」と称えていた。

## エピソード

### 相撲関連・現役時代
- 現役時代後期はトレーナーと契約して、プロ野球選手の井川慶も肩の張りを取り除く時に用いる高周波治療器で1日1時間程度、下半身の関節をほぐしており、痛みが消えたことで一時は心に余裕も出てきた事もあった。「プロだから」と、土俵上で体をきれいに見せるため、場所入り前に40分間のオイルマッサージも欠かさなかった。
- 1999年1月場所での初優勝のとき、当時まだ面識のない黒木瞳から花束が贈られたが、当時の千代大海本人は芸能界に疎く、黒木の存在自体を知らなかったようであり誰かのいたずらだと思ったという。のちにメル友となった。
- 大関昇進当時は自身をモデルとした漫画や実母が書いた手記などが出版されるほどであった。
- 大関以上の力士としては希有なほどに頻繁に締め込みの色を変更しており、2年以上同じ色の締め込みを使用した事は無かった。時には場所中に違う色に変える事も少なくなかった。十両時代から平幕時代までは濃い青、三役定着から大関取りまでは紺、初のカド番からはえんじ、大関時代後半から黒の締め込みを主に使用した。
  - 上記の他には薄紫や緑の締め込みも使っていたが、これらの使用は少ない。特に緑に至っては平成13年秋場所と平成14年春場所のみで、どちらも15日間通しての使用はなかった。
  - 現役時代晩年は黒色や青色の廻しで相撲を取っていたが、負けが込みだすと初心に帰るつもりで、大関にあがったばかりのころに締めていたえんじ色の廻しに変えることがあった。

### 引退後の相撲関連
- 13代九重の時代から、九重部屋の関取衆全員が白星を挙げた際には師匠が焼肉に連れて行く決まりとなっており、これは千代大海が14代九重を襲名してからも変わらない[49]。
- 2017年6月25日、千代大海の優勝額等を展示する相撲ミュージアムが入った観光施設「御料荘園乃里 湯布院御所」が大分県由布市にオープン。ミュージアムには、同親方が現役時代に受け取った賞状など、約60点が展示。大関昇進後の2度の優勝で贈呈された2枚の優勝額も飾られている。施設の担当者によると、大分市出身の同親方が中学時代に習っていた空手の師範が、施設を運営するキングオブジャパンホールディング株式会社の社長だった縁もあり「大分と相撲の発展に貢献したい」という思いを受けて実現したという[50]。

### 趣味・嗜好
- 旧近鉄バファローズ、読売ジャイアンツのファンである。

### 家族・交友
- 父方の祖父は台湾人[51][52]。2006年の海外巡業台湾公演の時点では台湾人達にはその出自が周知であったようで、そのこともあって現地では当時の1人横綱であった朝青龍に次ぐ人気を誇った。
- 母親は後に再婚したが、千代大海自身は母親の再婚後の戸籍に入らなかったため、2009年まで本名は出生時の姓名のままであった。2009年5月23日、日本相撲協会は千代大海が「須藤」に改姓したと発表した[24]。
- 恐妻家である事が、2013年2月3日放送分の「爆笑 大日本アカン警察」で暴露された。九重部屋での力士指導の際は常に凄みを利かせて指導し力士たちからも恐れられているが、妻から携帯に電話がかかってきた際には（その際には部屋から退出）家庭の事やスーパーでの買出しなどについて言われ、口調が「すいません」等の他人行儀である事が九重部屋の力士たちから暴露された。
- 実家の隣に住んでいたと言う元内閣総理大臣村山富市とも面識、交流がある。当時の村山の家は千代大海の実家よりもボロボロだったと語っている。
- かつてタレントの川村ひかると交際し、破局したことが報じられたが、のちにテレビ番組で未練があることを匂わせた。

### その他
- 強い霊感の持ち主（ブログより）。
- 東京都渋谷区にちゃんこ料理店「Chez Taikai（シェ・タイカイ）」と、同じ敷地内のスポーツバー「BIGSEA45」を片山晋呉と共同でプロデュースしたことがある。（現在は共に閉店している）
- 2016年4月にラーメン屋麺屋まるきゅうを名古屋市昭和区八事に出店した。こってり豚骨醤油ラーメンが千代大海本人の渾身の一杯と謳っている。周りは大学もあり、八事近辺はラーメン屋が多く激戦区での出店である。本人も名古屋に来たときは立ち寄ることも。（現在は閉店している）

## 主なテレビ出演
- 2006年1月1日放送のTBS系「最強の男は誰だ!壮絶筋肉バトル!!スポーツマンNo.1決定戦」に出演し、琴欧州、高見盛らとともに、パワー系種目に出場。THE GALLON THROW（樽投げ）で6m00cmの壁を越えた。これは、後に出場した朝青龍の記録と並ぶ大相撲記録である（全体では5名同記録の6位）。
- 2006年11月4日放送のTBS系「世界ふしぎ発見」に力士としては初めてゲスト出演した(半年後に琴欧洲もゲスト出演している)。
- 2007年5月8日放送のTBS系「ズバリ言うわよ!」に出演。前年細木数子に「2007年か2008年に横綱になる」と言われたが、その直後に「正月場所（初場所）はだめだ。でも3月場所で活躍するよ」と言われた。しかし実際は、初場所は10勝5敗と勝ち越し、3月場所では7勝8敗と負け越した（ちなみに、当時関脇の雅山に対する占いも大きくはずれている）。この番組でゲスト出演し再び細木と共演した際は、細木に「3月場所は『予言通り』だめだったね。」と、なぜか矛盾していることを言われた。
- 2007年1月31日放送のテレビ朝日系「愛のエプロン 」に出演。「鍋王決定戦」に高見盛と共に、角界初のエプロンボーイズとして出場。塩レタスちゃんこを手掛けて96点の高得点をマークしたが、99点を叩き出した杉本彩に惜敗した。
- 2013年2月3日放送のフジテレビ系「爆笑!大日本アカン警察」に出演 。九重部屋での普段の指導風景と恐妻家の部分が表面化した挙句、「最もアカン事件」に選ばれた。
- 2019年11月28日放送のTBS系「プレバト!!」に出演し、俳句の才能査定ランキングに挑戦した[53]。「旬のスイーツバイキング」というお題で詠んだ一句「秋場所勝ち越し　ビュッフェは 千疋屋」が才能アリ1位の評価を受ける。親方として勝ち越した弟子たちにご褒美で連れて行くさまを詠んだ九重に対し、俳人の夏井いつきは、弟子へのご褒美とまでは読み取れなかったが「秋場所」という季語、「勝ち越し」「ビュッフェ」で光景が生き生きと見えてくる素直な句で、お題の写真からの意外性と「ビュッフェは」の「は」が巧い、直しなしと評価している。

## 主な成績

### 通算成績
- 通算成績：771勝528敗115休 勝率.594
- 幕内成績：597勝402敗115休 勝率.598
- 大関成績：515勝345敗115休  勝率.599
- 現役在位：104場所
- 幕内在位：75場所
- 大関在位：65場所（当時歴代1位、現在魁皇と並び歴代1位タイ）[5]
- 三役在位：6場所（関脇5場所、小結1場所）
- 通算（幕内）連続勝ち越し記録：10場所（2003年3月場所～2004年9月場所）
- 幕内2桁連続勝利記録：7場所（2003年3月場所～2004年3月場所）
- 連勝記録：13（2004年3月場所初日～2004年3月場所13日目）

### 各段優勝
- 幕内最高優勝：3回（1999年1月場所、2002年7月場所、2003年3月場所）
- 十両優勝：2回（1997年3月場所、1997年7月場所）
- 三段目優勝：1回（1994年1月場所）
- 序ノ口優勝：1回（1993年1月場所）

### 三賞・金星
- 三賞：5回
  - 殊勲賞：1回（1999年1月場所）
  - 敢闘賞：1回（1999年1月場所）
  - 技能賞：3回（1998年3月場所、1998年7月場所、1998年9月場所）
- 金星：1個
  - 貴乃花1個

### 場所別成績
| | 一月場所 初場所（東京） | 三月場所 春場所（大阪） | 五月場所 夏場所（東京） | 七月場所 名古屋場所（愛知） | 九月場所 秋場所（東京） | 十一月場所 九州場所（福岡） |
| --- | ----------------------- | ----------------------- | ----------------------- | --------------------------- | ----------------------- | --------------------------- |
| 1992年 （平成4年） | x                       | x                       | x                       | x                           | x                       | （前相撲）                  |
| 1993年 （平成5年） | 東序ノ口47枚目 優勝 7–0 | 西序二段43枚目 2–5      | 西序二段74枚目 6–1      | 東序二段6枚目 5–2           | 西三段目68枚目 5–2      | 東三段目40枚目 5–2          |
| 1994年 （平成6年） | 西三段目15枚目 優勝 7–0 | 東幕下12枚目 4–3        | 東幕下7枚目 3–4         | 西幕下13枚目 3–4            | 東幕下22枚目 5–2        | 西幕下14枚目 4–3            |
| 1995年 （平成7年） | 東幕下10枚目 4–3        | 東幕下6枚目 6–1         | 東幕下筆頭 4–3          | 西十両13枚目 8–7            | 東十両12枚目 8–7        | 東十両10枚目 6–9            |
| 1996年 （平成8年） | 東十両12枚目 9–6        | 西十両9枚目 8–7         | 東十両6枚目 8–7         | 西十両2枚目 5–10            | 東十両6枚目 8–7         | 西十両3枚目 11–4            |
| 1997年 （平成9年） | 東十両筆頭 2–13         | 東十両9枚目 優勝 11–4   | 西十両筆頭 9–6          | 東十両筆頭 優勝 11–4        | 西前頭11枚目 8–7        | 東前頭5枚目 6–9             |
| 1998年 （平成10年） | 東前頭8枚目 9–6         | 東前頭筆頭 8–7 技★      | 東小結 8–7              | 西関脇 11–4 技              | 東関脇 9–6 技           | 東関脇 10–5                 |
| 1999年 （平成11年） | 東関脇 13–2 敢殊        | 西大関 3–8–4            | 西大関2 休場 0–0–15     | 西大関 10–5                 | 東大関 10–5             | 東大関 9–6                  |
| 2000年 （平成12年） | 西大関 9–6              | 西大関 8–7              | 東大関2 11–4            | 東大関 11–4                 | 東大関 10–5             | 西大関 9–6                  |
| 2001年 （平成13年） | 西大関 2–2–11           | 東大関3 休場 0–0–15     | 東大関3 12–3            | 東大関 11–4                 | 西大関 4–5–6            | 西大関 休場 0–0–15          |
| 2002年 （平成14年） | 東大関2 13–2            | 西大関 7–8              | 西大関2 11–4            | 西大関 14–1                 | 東大関 10–5             | 西大関 6–3–6                |
| 2003年 （平成15年） | 西大関2 休場 0–0–15     | 東大関2 12–3            | 東大関 10–5             | 西大関 11–4                 | 西大関 11–4             | 東大関 10–5                 |
| 2004年 （平成16年） | 西大関 10–5             | 東大関 13–2             | 東大関 9–6              | 西大関 10–5                 | 西大関 8–7              | 西大関 7–8                  |
| 2005年 （平成17年） | 西大関 8–7              | 東大関 6–9              | 西大関2 10–5            | 東大関 3–6–6                | 西大関2 10–5            | 西大関 11–4                 |
| 2006年 （平成18年） | 東大関 4–4–7            | 東大関2 9–6             | 東大関2 10–5            | 西大関 9–6                  | 西大関 10–5             | 東大関 9–6                  |
| 2007年 （平成19年） | 西大関2 10–5            | 東大関 7–8              | 西大関3 10–5            | 西大関 9–6                  | 東大関 9–6              | 西大関 11–4                 |
| 2008年 （平成20年） | 東大関 0–8–7            | 西大関2 8–7             | 東大関2 5–10            | 西大関2 9–6                 | 西大関2 9–6             | 東大関2 8–7                 |
| 2009年 （平成21年） | 西大関 8–7              | 西大関 2–13             | 東大関3 8–7             | 東大関3 8–7                 | 東大関3 2–9–4           | 東大関3 2–9–4               |
| 2010年 （平成22年） | 西関脇 引退 0–4–0       | x                       | x                       | x                           | x                       | x                           |
| 各欄の数字は、「勝ち-負け-休場」を示す。 優勝 引退 休場 十両 幕下 三賞：敢=敢闘賞、殊=殊勲賞、技=技能賞 その他：★=金星 番付階級：幕内 - 十両 - 幕下 - 三段目 - 序二段 - 序ノ口 幕内序列：横綱 - 大関 - 関脇 - 小結 - 前頭（「#数字」は各位内の序列） |                         |                         |                         |                             |                         |                             |

## 合い口
- 元横綱・曙には4勝7敗。最後の勝利は2000年7月場所で、決まり手は叩き込み。
- 元横綱・貴乃花には6勝9敗(不戦勝1を含む)。最後の勝利は2000年11月場所で、決まり手は突き落とし。
- 元横綱・若乃花には5勝3敗。他に優勝決定戦で1勝がある。若乃花の大関在位中は1勝2敗、横綱昇進後は4勝1敗。最後の勝利は1999年9月場所で、決まり手は叩き込み。
- 元横綱・武蔵丸には9勝11敗。大関同士の対戦は1敗、武蔵丸の横綱昇進後は6勝7敗。最後の勝利は2002年7月場所で、決まり手は押し出し。
- 元横綱・朝青龍には9勝30敗。大関同士の対戦は1敗、朝青龍の横綱昇進後は6勝25敗。最後の勝利は2009年7月場所で、決まり手は引き落とし。
- 元横綱・白鵬には6勝21敗。大関同士の対戦は1勝5敗。白鵬の横綱昇進後は2勝11敗。最後の勝利は2008年3月場所で、決まり手は引き落とし。
- 元横綱・日馬富士には7勝12敗。大関同士の対戦は4戦全敗、日馬富士の横綱昇進後は対戦なし。
- 元横綱・鶴竜には6勝3敗。いずれも鶴竜が大関・横綱に昇進する前の対戦である。
- 元横綱・稀勢の里には13勝8敗。いずれも稀勢の里が大関・横綱に昇進する前の対戦である。
- 元大関・貴ノ浪には21勝7敗(不戦敗1を含む)。大関同士の対戦は1勝1敗。
- 元大関・出島には20勝14敗。大関同士の対戦は5勝4敗。
- 元大関・武双山には10勝14敗(不戦勝1を含む)。大関同士の対戦は8勝5敗(不戦勝1を含む)。最後の自力勝利は2004年5月場所で、決まり手は押し出し。
- 元大関・雅山には24勝22敗(不戦敗1を含む)。大関同士の対戦は2勝3敗。
- 元大関・魁皇には20勝34敗(不戦敗1を含む)。大関同士の対戦は12勝27敗(不戦敗1を含む)。最後の対戦となった2010年1月場所で送り投げで敗れた相撲が、現役最後の一番となった。最後の勝利は2009年5月場所で、決まり手は突き倒し。
- 元大関・栃東には16勝18敗(不戦勝1を含む)。他に優勝決定戦で1敗がある。大関同士の対戦は9勝8敗(不戦勝1を含む)。最後の自力勝利は2007年1月場所で、決まり手は突き出し。
- 元大関・琴欧洲には7勝16敗。大関同士の対戦は5勝12敗。最後の勝利は2009年7月場所で、決まり手は叩き込み。
- 元大関・琴光喜には22勝20敗(不戦敗2を含む)。大関同士の対戦は4勝8敗(不戦敗2を含む)。最後の勝利は2009年5月場所で、決まり手は叩き込み。
- 元大関・把瑠都には5勝7敗(不戦敗1を含む)。いずれも把瑠都の大関昇進前の対戦である。
- 元大関・琴奨菊には16勝3敗。いずれも琴奨菊の大関昇進前の対戦である。
- 元大関・豪栄道には5勝3敗(不戦敗1を含む)。いずれも豪栄道の大関昇進前の対戦である。
- 元大関・栃ノ心には1勝1敗。いずれも栃ノ心の大関昇進前の対戦である。

## 幕内対戦成績
| 力士名   | 勝数 | 負数 | 力士名   | 勝数  | 負数  | 力士名   | 勝数  | 負数 | 力士名   | 勝数 | 負数  |
| -------- | ---- | ---- | -------- | ----- | ----- | -------- | ----- | ---- | -------- | ---- | ----- |
| 蒼樹山   | 1    | 1    | 安芸乃島 | 10    | 3     | 安芸ノ州 | 1     | 1    | 曙       | 4    | 7     |
| 朝青龍   | 9    | 30   | 朝赤龍   | 8     | 4     | 朝乃翔   | 2     | 0    | 朝乃若   | 3    | 2     |
| 旭豊     | 1    | 0    | 安美錦   | 18    | 6     | 阿覧     | 1     | 0    | 岩木山   | 8    | 5     |
| 小城錦   | 3    | 1    | 魁皇     | 20    | 34(1) | 海鵬     | 5     | 1    | 垣添     | 7    | 5     |
| 鶴竜     | 6    | 3    | 春日王   | 1     | 0     | 巌雄     | 1     | 2    | 稀勢の里 | 13   | 8     |
| 北勝鬨   | 1    | 1    | 旭鷲山   | 16    | 1     | 旭天鵬   | 27    | 7    | 久島海   | 1    | 0     |
| 豪栄道   | 5    | 3(1) | 五城楼   | 1     | 0     | 黒海     | 8     | 4    | 琴稲妻   | 1    | 1     |
| 琴奨菊   | 16   | 3    | 琴錦     | 7     | 3     | 琴ノ若   | 12    | 2    | 琴光喜   | 22   | 20(2) |
| 琴龍     | 7    | 2    | 敷島     | 5     | 2     | 霜鳥     | 7(1)  | 0    | 翔天狼   | 1    | 0     |
| 貴闘力   | 10   | 1    | 貴ノ浪   | 21    | 7(1)  | 貴乃花   | 6(1)  | 9    | 隆乃若   | 4    | 3(1)  |
| 高見盛   | 9    | 3    | 豪風     | 4     | 3     | 玉春日   | 7     | 3(1) | 玉乃島   | 14   | 8     |
| 出島     | 20   | 14   | 寺尾     | 1     | 3(1)  | 闘牙     | 14    | 0    | 時津海   | 4    | 0     |
| 時天空   | 9    | 4    | 土佐ノ海 | 21    | 10    | 栃東     | 16(1) | 18*  | 栃煌山   | 1    | 3     |
| 栃ノ心   | 1    | 1    | 栃乃洋   | 20    | 9     | 栃乃花   | 4     | 1    | 栃乃和歌 | 3    | 1     |
| 豊ノ島   | 2    | 6    | 豊響     | 1     | 0     | 白鵬     | 6     | 21   | 白露山   | 2    | 0     |
| 濱ノ嶋   | 4    | 1    | 追風海   | 3     | 1     | 把瑠都   | 5     | 7(1) | 日馬富士 | 7    | 12    |
| 肥後ノ海 | 4    | 1    | 普天王   | 4     | 2     | 武雄山   | 1     | 0    | 豊真将   | 3    | 2     |
| 北勝力   | 9    | 4    | 舞の海   | 0     | 1     | 湊富士   | 3     | 2    | 雅山     | 24   | 22(1) |
| 武蔵丸   | 9    | 11   | 武双山   | 10(1) | 14    | 大和     | 1     | 0    | 嘉風     | 1    | 0     |
| 露鵬     | 6    | 4(1) | 若の里   | 26    | 5     | 若乃花   | 5*    | 3    | 若ノ鵬   | 1    | 1     |
| 和歌乃山 | 3    | 1    |          |       |       |          |       |      |          |      |       |

- 他に優勝決定戦で、若乃花に1勝・栃東に1敗がある。

（カッコ内は勝数、負数の中に占める不戦勝、不戦敗の数）

## 改名歴
- 廣嶋 龍二（ひろしま りゅうじ）1992年11月場所-1993年9月場所
- 千代大海 龍二（ちよたいかい りゅうじ）1993年11月場所 - 2010年1月場所

## 年寄変遷
- 佐ノ山 龍二（さのやま りゅうじ） 2010年1月13日 - 2016年8月2日
- 九重 龍二（ここのえ りゅうじ） 2016年8月3日[2] -

## 著書
- 突っ張り（自伝、東京新聞出版局、1999年5月）